# Carmen Mory

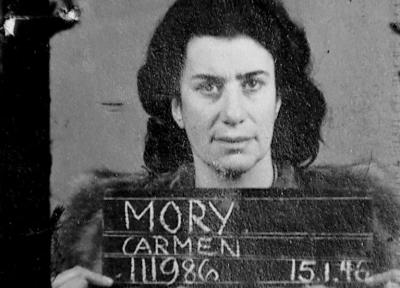
Carmen Mory

Carmen Maria Mory (ur. 2 lipca 1906 w Adelboden, zm. 9 kwietnia 1947 w Hamburgu) – kapo w niemieckim nazistowskim obozie koncentracyjnym Ravensbrück, współodpowiedzialna za liczne zbrodnie popełnione na więźniarkach tego obozu.

## Życiorys
Z pochodzenia Szwajcarka, córka lekarza z Berna. W 1932 wyemigrowała do Niemiec, gdzie w 1934 została informatorem na usługach Gestapo. W 1936 wysłano ją jako agentkę do Paryża w celu inwigilowania emigrantów, gdzie w 1939 została aresztowana przez władze francuskie jako szpieg III Rzeszy. Skazana następnie w kwietniu 1940 na śmierć i ułaskawiona w czerwcu tego roku (zaoferowała się jako podwójna agentka). Utraciła jednak przy tym zaufanie władz nazistowskich, które po upadku Francji postanowiły ją aresztować. 
Po pobycie w różnych więzieniach trafiła ostatecznie do obozu koncentracyjnego dla kobiet w Ravensbrück. W obozie tym Mory pełniła funkcję kapo (więźniarki funkcyjnej) i pracowała w rewirze (szpitalu obozowym – konkretnie jako starsza w Bloku 10, dla pacjentek z gruźlicą oraz chorych umysłowo) jako pielęgniarka. Słynęła z brutalności i sadyzmu. Pomagała m.in. lekarzowi SS Percy'emu Treite w eksterminacji rzekomo umysłowo chorych więźniarek w jednym z bloków w Ravensbrück. Nieustannie katowała podległe jej oraz przebywające w rewirze więźniarki, znana była także jako szpieg i donosiciel na usługach obozowego Gestapo.
Mory skazana została na karę śmierci w pierwszym procesie załogi Ravensbrück przed brytyjskim Trybunałem Wojskowym. Zarzucono jej znęcanie się nad więźniarkami, udział w selekcjach, zabijanie kobiet przy pomocy zastrzyków z trucizną. Uniknęła powieszenia popełniając samobójstwo (podcięcie żył) w więzieniu w kwietniu 1947 (wyroki wykonano w maju tego roku). Aczkolwiek inne źródła podają, iż wyrok został jednak wykonany w więzieniu Hamburg-Fuhlsbüttel.

## Film
- Der Todesengel aus Adelboden. 4. odcinek serii dokumentalnej Kriminalfälle – Wenn Frauen töten. Reżyseria: Michael Hegglin. Premiera: SF 1, 28 lipca 2008
- Carmen Mory: Hände weg von diesem Weib. Reżyseria: Michael Hegglin. SF 1, 2000